# Hang (Kaiserin)
Kaiserin Hang (chinesisch 杭皇后, Pinyin Háng Huàng hòu, geb. 1427; gest. 1456) war eine chinesische kaiserliche Hauptfrau der Ming-Dynastie, verheiratet mit dem Kaiser Jingtai.

## Name
Der Chinesische Name ist 杭 (Hang), Huánghòu (皇后) ist der Titel.

## Leben
Hang war ursprünglich eine Konkubine von Prinz Zhu Qiyu (朱祁鈺; Jingtai). Als sein älterer Bruder Zhengtong von den Oiraten (Mongolen) 1449 gefangen genommen worden war, beförderte der neu eingesetzte Kaiser Jingtai Hang zur Hauptfrau. Jingtai hatte nämlich keinen Sohn mit seiner ersten Frau und Kaiserin. Im Mai 1452 wurde der Sohn von Hang zum Thronerbe erklärt und Hang, die nun Mutter des Kronprinzen war, wurde zur Würde der Kaiserin befördert. Sie starb 1456, kurz vor dem Tod ihres Sohnes und der Absetzung ihres Ehemannes.